# Gilberte De Leger
Gilberte De Leger (Oostende, 1923 – Oostende, 2009) was een Belgisch kunstschilderes, grafica en dichteres.

## Levensloop
Ze stamt uit een Oostendse familie die heel wat klassiek geschoolde musici en beeldende kunstenaars telde. Gilberte De Leger deed studies aan de Academies van Gent, Brussel en (pas in 1984, speciaal voor grafiek) in Brugge. Ze was een van de stichtende leden van de groep Lumen Numen waarmee ze exposeerde in de Galerie Campo in Antwerpen (1967) en in het Museum in Antwerpen (1968, 1969). Er waren meerdere tentoonstellingen vooral in de St. Pietersabdij (Gent) de Université libre de Bruxelles (Brussel) en de Katholieke Universiteit Leuven.
In haar non-figuratief werk speelt kleur en licht een grote rol.
Ze was de echtgenote van kunstschilder Kari Bert. Samen hielden ze - rond 1979 - een tijdlang "Het Huizeke" open in Doomkerke waar zijzelf en andere kunstenaars exposeerden en waar concertjes en poëzievoordrachten werden gehouden. In de jaren 80 runde ze een antiekzaak in Oostende. Ze trad ook op als singer-songwriter onder de naam 't Wuvetje met chansons in het Oostends.
In 1972 publiceerde ze "Gedichten van Liefde, Wanhoop en Levenslust". Ze was zeer actief op literair vlak.

## Tentoonstellingen
- 1964, Oostende, Galerie Sven
- 1964, Oostende, Galerie Innodecor
- 1980, Tielt, Galerie Malpertuus
- 1989, Oostende, Galerie Fine Arts (samen met Kari Bert)
- 1993, Oostende, Casino-Kursaal ("Synthese", samen met Kari Bert)
- 1991, Galerie Fine Arts
- 2002, Museum Oostende retrospective met haar man Kari Bert